# Trias nummularia
Trias nummularia är en orkidéart som beskrevs av Leonid Vladimirovitj Averjanov och Averyanova. Trias nummularia ingår i släktet Trias och familjen orkidéer.
Artens utbredningsområde är Vietnam. Inga underarter finns listade i Catalogue of Life.